# Arnoldus Havensius
Arnoldus Havensius (1540-1611) was een kartuizer monnik die bekendheid heeft gekregen als auteur van een boek over de Martelaren van Roermond. Dit in het Latijn geschreven boek, Historica relatio duodecim Martyrum Cartusianorum, dat in 1608 verscheen, doet in detail verslag van de gruwelijke moord op twaalf kartuizer priesters in het kartuizerklooster in Roermond op 23 juli 1572 na de inname van Roermond door de troepen van Willem van Oranje. De prins stond de plundering van Roermond toe en heeft de brute moord op de monniken niet verhinderd. De beschrijving van het bloedbad in Roermond wekte overal in Europa grote weerzin op.
In 1649 verscheen een Nederlandse vertaling van het boek. Het boek is in 2009 in het hedendaags Nederlands vertaald.